# Sanisera

## Localização
O sítio arqueológico de Sanisera está localizado no porto natural de Sanitja, perto de Cap de Cavallería, no norte da ilha. Cap de Cavallería é uma península virada para o norte, cuja parte ocidental é chamada de  Punta Llevant (Ponta Levante), um penhasco de 89 metros de altura que possui um farol do século XIX; em cuja baía mais importante fica o Porto de Sanitja. A parte oeste do porto contém uma longa península menor cujo elemento característico mais importante é uma Torre Martelo construída no início do século XIX na sua parte nordeste.
Perto da costa existem duas ilhas rochosas que agem como quebra mar. Em relação a esse lado da ilha, ele apresenta características similares àqueles do lado ocidental, onde está S’Almadrava, uma construção do século XVIII usada como abrigo de pescadores. Além disso, uma antiga pedreira faz parte da região, utilizada para extrair calcário contando com um forno para produzir cal, ambos possivelmente do século XVIII ou XIX. Todos estes elementos mostram como, apesar de pequena, está área teve um papel importante ao longo da história.
As estruturas ao redor do porto e sua estratigrafia possibilitam condições ideais para entrada e ancoramento de embarcações, além de proverem proteção contra condições meteorológicas adversas, como quando sopra o vento tramontano. O porto, orientado de sul para sudeste, tem 800 metros de comprimento e aproximadamente 150 a 200 metros de largura, com a entrada flanqueada pela ilha de Porros e um braço rochoso de aproximadamente 200 metros, pertencente à ponta norte da península, estando ambos unidos subaquaticamente e desta maneira criando um dique natural que diminui as ondas em caso de mau tempo. Essas características foram fundamentais para os diversos povos que se estabeleceram neste local, desde o exército Romano, durante a conquista das Ilhas Baleares que tiveram lugar em 123 a.C., que decidiram ali estabelecerem um enclave militar. Um objetivo similar teve o exército Britânico, que ocupou a ilha durante a maior parte do século XVIII, construindo uma torre de vigilância, possivelmente encorajados pelas condições estratégicas do local, algo também atestado pelos diversos bunkers que datam da época da Guerra Civil Espanhola.

## História
A primeira fonte escrita a fazer referência à cidade de Sanisera é Plínio, o velho, que escreveu no século I, o livro Naturalis Historia que em III, 77–78 menciona:

As Baleares, tão formidáveis na guerra com suas fundas, receberam dos Gregos o nome de Gymnasiæ. A maior ilha tem 100 milhas de comprimento, e 475 de circunferência. Compreende as seguintes cidades: Palma e Pollentia, gozando direitos de cidadãos Romanos; Cinium e Tucis, com direitos Latinos; Bocchorum, uma cidade federada, não existe mais. A 30 milhas de distância  está uma ilha menor, 40 milhas de comprimento, e 150 de circunferência; com os povoados de Jamnon, Sanisera, e Magon.

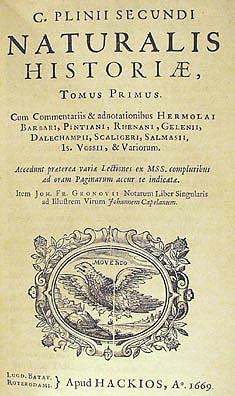
Naturalis Historia, edição de 1669.

Porém foram outras fontes, mais novas, que foram utilizadas para localizar Sanisera. Uma delas consiste nas cartas portulanas dos séculos 16, 17 e18, como os mapas desenhados por  Abraham Ortelius em 1590 e Petrus Bertius 1602; com o nome de Sanisera aparecendo diferentes maneiras: Zenage, Porto Senello, Seneua, Seneli, Sa Nitja, Senige, Senitja, Seniya, Seniglles, Senigta, Cenegta, Senoli, Seniga, Seneli, Leneli, Cenega, Senege, Sauia, Sonige, Ceneglia, Zenega, Ianisera, Zenhaga or Zenega.

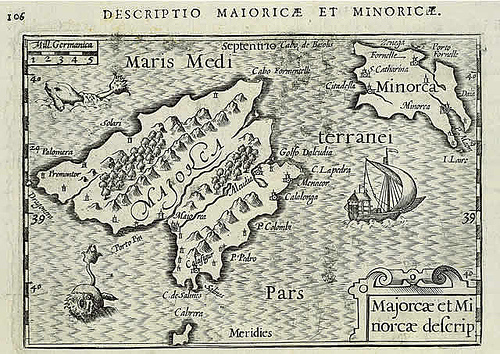
Mapa de Petrus Bertius (1602) mostrando as Ilhas Baleares, inclusive lugares Zenega, ao norte de Minorca.

Além dos registros cartográficos, a associação de Sanisera com o porto de Sanitja foi feita com o auxílio de escritos de autores e exploradores do século XVIII. Estes autores, ao descreverem a área ao redor do porto de Sanitja, indicavam a existência de fragmentos de cerâmica e outros objetos espalhados pela área, assim como de estruturas pertencentes a velhos edifícios. além disso, lendas do folclore local sobre o lugar, como "Ses Vilotes"  coletadas por F.Camps i Mercadal, que menciona a existência de uma população anterior, e o fato de que os nomes Sanisera e Sanitja são similares parece suportar esta hipótese. Finalmente, sua localização em um porto que apresenta excelentes características fazem parecer lógica a ocupação deste local na região mais ao norte de Minorca.
Mais recentemente, desde que mergulhadores começaram a explorar a área, em 1974, um grande número de ânforas começaram a ser descobertas no leito do mar, comprovando a presença de ruínas romanas neste local.

## Toponímia
O estudo da toponímia de Sanisera   traz alguns problemas, já que nenhuma forma análoga é encontrada no Mediterrâneo. O trabalho de J.S. Hernández trouxe alguma luz à sua origem e composição, sem estabelecer uma raiz etimológica clara e possivelmente descartando uma origem latina.
O nome Sanisera poderia ser constituído de dois elementos: "sani" + "sera". O primeiro elemento, "sani", poderia estar ligado ao antroponímico ibérico sani, encontrado em diversos registros epigráficos, e nesse caso estaria relacionada com o idioma falado na Península Ibérica. Entretanto não foi encontrado nenhum exemplo de palavra com o sufixo "sera" entre  os idiomas pré-românicos. Uma hipótese para tal sufixo é a raiz indo-europeia *ser-/*sor-, que significa "correr", "fluir". Dada a localização geográfica de Sanisera, em um porto natural, perto de um riacho que corre para o mar, este sufixo pode ser uma referência geográfica.

## Intervenções arqueológicas

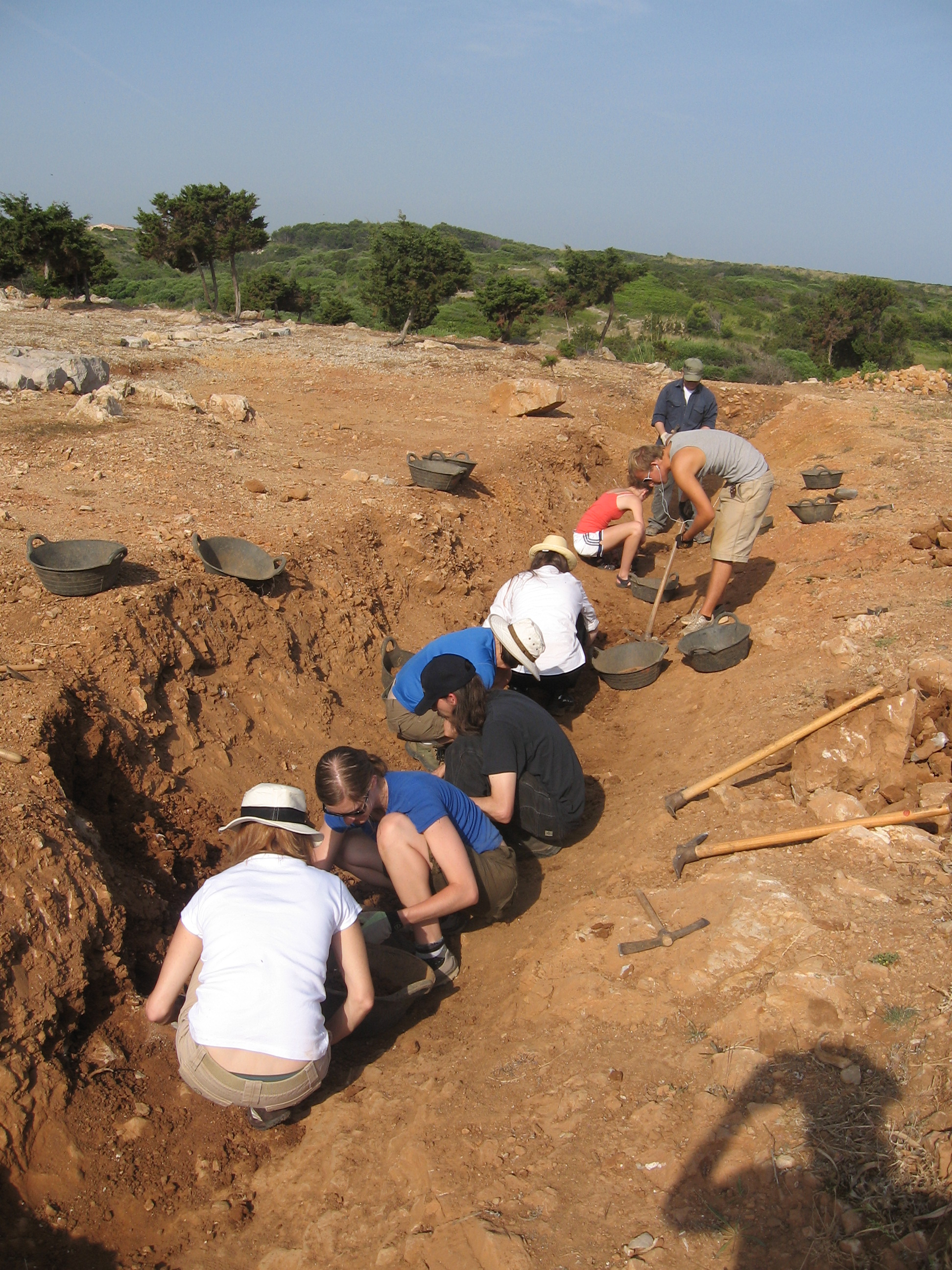
Escavação da trincheira do acampamento militar Romano.

Entre 1979 e 1984 foram feitas escavações na parte oeste do porto que descobriram os primeiros vestígios de Sanisera: um edifício de uso possivelmente industrial que demonstrou a ocupação da cidade aproximadamente do século I a.C. até o século VI d.C., com um período de esplendor que alegadamente durou até o século III.
A mesma equipe encontrou, entre 1985 e 1987, uma outra edificação, com sepulturas dentro e fora da construção. Alguns anos mais tarde, se descobriu que o edifício era uma basílica cristã.
Através das pesquisas realizadas antes do início das escavações, os arqueólogos descobriram que se tratava de uma cidade romana com aproximadamente 60 000 metros quadrados.
Quase uma década mais tarde, a partir de 1993, o estudo do local foi retomado, com uma série de pesquisas terrestres e aquáticas que avaliaram a extensão arqueológica do porto de Sanitja. Desde então a área tem sido constantemente pesquisada arqueologicamente, tendo sido encontrado ao leste do porto um acampamento militar romano datado da época da conquista das Ilhas Baleares  (123 a.C.), enquanto as escavações atuais se concentram em descobrir a extensão, urbanismo e diferentes fases de ocupação na cidade de Sanisera,localizada ao oeste do porto.
Após as escavações efetuadas durante a década de 1980, uma nova série de pesquisas iniciou em 1993, através do Ecomuseum de Cap de Cavalleria.
O estudo da cerâmica recuperada do local, assim como de coleções privadas, ajudou a situá-lo cronologicamente. Os materiais mais antigos são ânforas Púnicas do tipo Maña C e Ebussitano (PE14, PE17), Por outro lado os materiais mais recentes coletados eram do norte da África: ARS D tipo Hayes 105 e ânforas Keay LXI, datadas entre 450 a 700.